# Óscar Hernández (escritor)
Óscar Hernández Campano (San Sebastián, 1976) es un escritor español.

## Biografía
A los dieciséis años publicó la novela La aventura más excitante de los últimos 10.000 años, pero la fama le llegó en el año 2002 con El viaje de Marcos, novela ganadora del IV Premio Odisea de Literatura, que narra la historia de amor entre dos chicos jóvenes durante los últimos años del franquismo. El boca a boca hizo que la novela se reeditara sin apenas publicidad, siendo el libro más vendido de la Editorial Odisea, especializada en literatura gay. El éxito en ventas hizo que dos años después, la editorial DeBolsillo, sacara a la venta la novela en edición de bolsillo. También tiene edición electrónica y figura en la lista de las mejores novelas gais de la literatura reciente española confeccionada por la revista Encubierta, junto con obras de Susana Hernández, Oscar Esquivias, Fernando J. López y Roberto Enríquez.
En el año 2004 apareció su novela: Esclavos del destino, dentro de la colección Inconfesables de la Editorial Odisea.
En 2014, su cuento «¿Azul o verde?» se publicó en Lo que no se dice, antología de relatos inéditos de autores españoles. El relato de Hernández está ambientado en un caserío, en la zona más rural del País Vasco.
Óscar Hernández se instaló en Valencia y colaboró en algunos medios, como la revista Lupa (donde fue articulista) y el programa de radio La nostra veu, que dirigió y presentó.
En 2016 publicó la novela El guardian de los secretos.
En 2021 publicó "50 años no son nada", la cual es una continuación de su conocida obra "El viaje de Marcos".
En 2022 publicó "La Reina de Ichnusa"

## Obra
- La aventura más excitante de los últimos 10.000 años (1992)
- El viaje de Marcos (Odisea Editorial, 2002). Ganador del IV Premio Odisea de Literatura.
- Esclavos del destino (Odisea Editorial, 2004)
- El guardian de los secretos (Egales, 2016)
- El secreto del elixir mágico ( Editorial Sargantana , 2019)